# Ceropegia somalensis
Ceropegia somalensis är en oleanderväxtart som beskrevs av Emilio Chiovenda. Ceropegia somalensis ingår i släktet Ceropegia och familjen oleanderväxter. Inga underarter finns listade i Catalogue of Life.